# Nadó

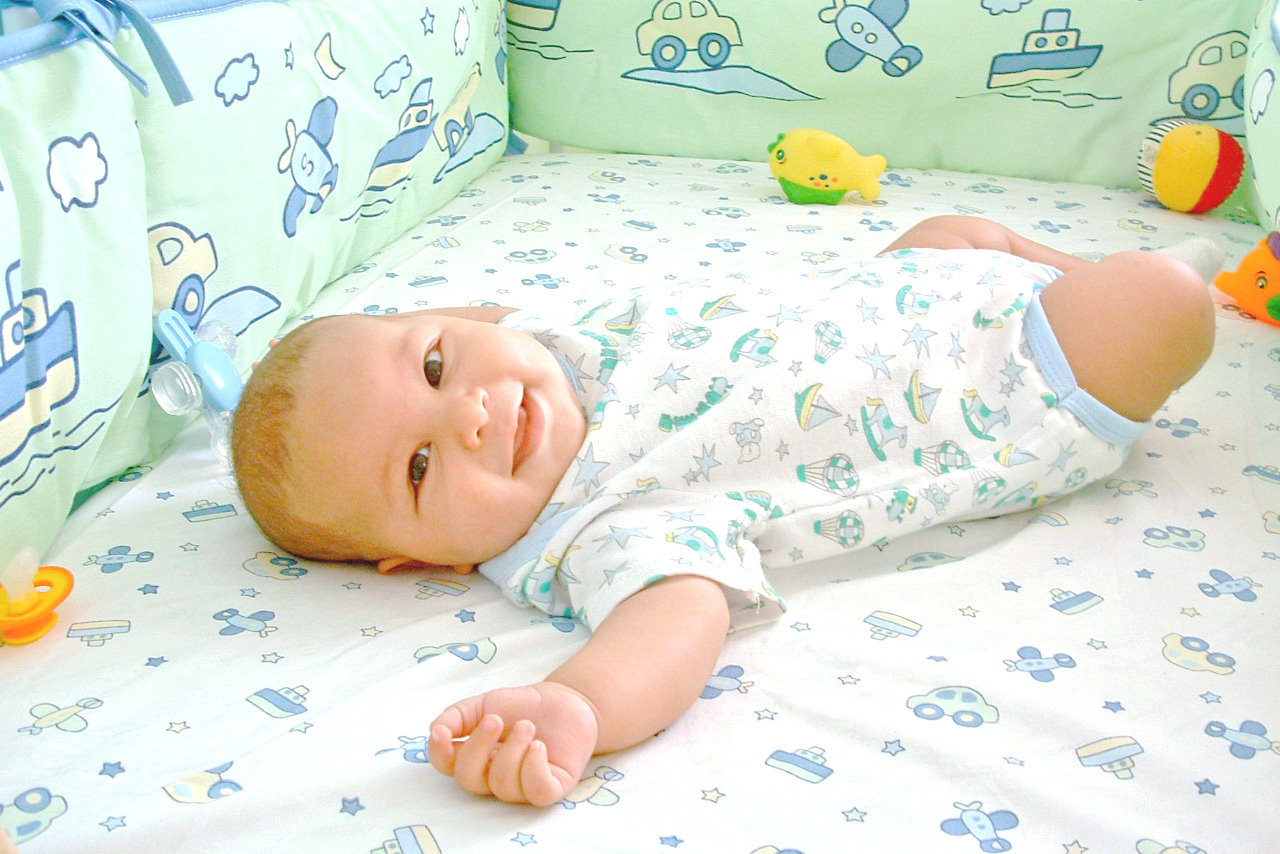
Nadó

Un nadó és un ésser humà d'una edat molt curta, que no pot parlar. El nadó acabat de néixer no té cap comportament après. En l'àmbit mèdic, es considera un nounat a aquells nadons de com a molt vint-i-vuit dies de vida després del part.

## El nadó mes a mes
- El primer mes: segueixen ja objectes amb la mirada. Comencen a fer sons i a somriure.
- El segon mes: aguanten el cap per curts períodes. És el moment de visitar el pediatre i fer vacunes.
- El quart i cinquè mes: agafen objectes perquè desenvolupen el reflex d'agafar, encara que no controlen el de deixar anar i responen als pares amb sons. Comencen a aguantar el cap bastant estona.
- El sisè mes: comencen a gatejar i a portar-se els objectes que agafen a la boca. Si els poses panxa enlaire es giren i els moviments són més habituals, com les puntades de peu.
- El setè mes: s'asseuen sols sense necessitat de suport i fan sons més definits.
- El vuitè mes: fan saber les seves necessitats a través de gestos, desenvolupen la comunicació no verbal i ja saben dir sons com mama i papa.
- El novè i desè mes: Ja saben a qui van dirigides les paraules «mama» i «papa», i apareixen altres síl·labes en el seu vocabulari. Comencen a ser capaços de col·locar objectes dins d'altres. Pot ser que comencin a donar les seves primeres passes, depèn del desenvolupament individual de l'infant.

Els nadons neixen amb tres tipus de moviments innats:
- Reflexes: són respostes involuntàries, sense pensar que es dona a un estímul que apareix de l'exterior. Per exemple: el nadó i també els adults tanquen els ulls quan s'espanten. És una reacció d'un esdeveniment extern. Alguns d'aquests reflexes (els reflexes arcaics) desapareixeran amb el temps.
- Voluntaris: són els que es pensen i es decideixen fer-los. Per exemple: quan el nadó vol agafar un objecte, ho pensa o decideix per fer l'esforç d'agafar-ho.
- Automàtics: són els que no es pensen, encara que són intencionats però ja estan interioritzats. Per exemple: quan ja aprens a caminar després es converteix en un moviment de peus i cames intencionat però automàtic perquè ho fas, però no penses cada cop que fas un pas.